# Bernhard Sculteti
Bernhard Scultetus (Schultetus, Schultze, * um 1455 in Lauenberg i. P., Lande Lauenburg und Bütow; † 30. Juli 1518 in Rom) war zu Beginn des 16. Jahrhunderts Dekan der Kirche im Bistum Ermland, Kämmerer des Papstes Leo X. und neben Alexander Scultetus und Johannes Sculteti einer von drei Personen im Umfeld von Nicolaus Copernicus, der den latinisierten Namen Scultetus (von Schulz, Schultheiss) trug.
Scultetus stammte aus dem Lande Lande Lauenburg und Bütow, das sich zur Zeit seiner Geburt auch vom Deutschordensstaat losgesagt hatte und 1466 offiziell Teil des Königlich-Polnischen Preussen wurde. Er nannte sich auch Cassubius (1488) und (1475) de Lovenborch Prutenus, Kaschube und Preuße aus Lauenburg.
Scultetus trat 1498 aufgrund einer päpstlichen Intervention als Nachfolger des 1497 verstorbenen Christian Tapiau in das Ermländische Kapitel ein. Er hielt sich im Jahr 1499 als Bevollmächtigter der ermländischen Kirche bei der römischen Kurie in Rom auf und erhielt währenddessen die zweite Prälatur des Domkapitels. In einem Brief von Oktober 1499 bedankte er sich bei Bischof Lukas Watzenrode für seine Beförderung und berichtete ihm über die Finanznöte seiner Neffen, den Brüdern Koppernigk, Andreas und Nikolaus. Diese waren zwar auch schon Frauenburger Domherren, aber noch Studenten in Bologna. Die beiden hätten Georg Pranghe, den zu dieser Zeit in Rom weilenden Sekretär von Lukas Watzenrode, um Rat gefragt. Andreas wollte zur Behebung der Finanznot in Rom arbeiten gehen. Scultetus bürgte für einen viermonatigen Bankkredit über 100 Dukaten und bat nun Watzenrode, Geld für dessen Tilgung nach Rom zu überweisen. Nach dem Tod des Schleswiger Bischofs Eggert Dürkop 1499 erhielt Scultetus dessen Präbende am Lübecker Dom.
Scultetus hielt sich 1501 nur für kurze Zeit im Ermland auf und lebte danach ständig in Rom, wo er von 1513 bis 1517 Hauskaplan und Kämmerer von Papst Leo X. war.
Zudem war er Schreiber des Fünften Laterankonzils. Der Bischof von Fossombrone, Paul von Middelburg, kommunizierte über die nötige Kalenderreform auch mit Nicolaus Copernicus und bat ihn dafür um Hilfe. Zudem legte er 1513 in seinem Brief an Copernicus einen von Bernhard Sculteti bei.
Scultetus verstarb 1518 in Rom, zu der Zeit als Copernicus Bruder Andreas dort an Lepra verstarb. Er wurde in Santa Maria dell’Anima bestattet, wo seine der Werkstatt von Bartolomeo Lante zugeschriebene Grabplatte erhalten ist. Das Kanonikat von Scultetus wurde 1519 an Johannes Zimmermann (1492–1564) übergeben, einem Sohn des Danziger Bürgermeisters Matthias Zimmermann, und Neffe von Mauritius Ferber. Seine Lübecker Präbende hatte Scultetus schon 1514 aufgegeben; diese erhielt Franciscus Grambeke (Lübecker Domherr seit 1494; † 1536).
Die Korrespondenz von und über Scultetus wird in der Nicolaus Copernicus Gesamtausgabe erörtert, da er für das Studium der Brüder keine unerhebliche Rolle spielte.